# Hanna (televíziós sorozat)
A Hanna 2019-től vetített amerikai dráma sorozat, amelyet David Farr alkotott, a 2011-es Hanna – Gyilkos természet című film alapján.
A sorozat producere Hugh Warren. A főszerepben Esme Creed-Miles, Mireille Enos, Joel Kinnaman, Noah Taylor, Dermot Mulroney láthatók. A zeneszerzői Ben Salisbury és Geoff Barrow. A sorozat az NBCUniversal International Studios, a Tomorrow Studios, a Working Title Television, a Focus Features és az Amazon Studios gyártásában készült, forgalmazója az Amazon Studios.
Amerikában 2019. február 3-tól volt látható a Prime Video-n. Magyarországon a Prime Video-ra került fel szinkronosan 2021. április 10-én.
2020 júliusában berendelték a harmadik évadot évadot.

## Cselekmény
A 15 éves Hanna, a nevelőapjával Erikkel él  Lengyelországban. 15 évvel ezelőtt Erik terhes nőket toborzott a CIA megbízásából. Az UTRAX program során a csecsemők DNS-ébe 3% farkas vegyületet fecskendeznek, hogy szuperkatonákat hozzanak létre. Erik beleszeret az egyik terhes nőbe, Johannába. Ezért a nő gyerekét kimenti a programból és elmenekülnek. Ekkor a CIA megparancsolja Marissának, hogy állítsák le a programot.

## Szereplők

### Főszereplők
| Szereplők        | Színész          | Magyar hang  | Leírás |
| ---------------- | ---------------- | ------------ | --- |
| Hanna            | Esme Creed-Miles | Molnár Ilona | Csecsemőként részt vett az UTRAX programban, de Erik megmentette.                                             |
| Marissa Wiegler  | Mireille Enos    | Györgyi Anna | CIA operatív vezetője az UTRAX programot irányította, aki el akarja fogni Hannát, de később összebarátkoznak. |
| Erik Heller      | Joel Kinnaman    | Fekete Ernő  | CIA egykori munkatársa, aki az UTRAX programon dolgozott. Megmentette Hannát és elmenekülnek.                 |
| Dr. Roland Kunek | Noah Taylor      | N/A          | Tudós, aki megtervezte a második UTRAX program rendjét.                                                       |
| John Carmichael  | Dermot Mulroney  | Epres Attila | CIA operatív munkatársa az UTRAX programban.                                                                  |

### Mellékszereplők
| Szereplők                    | Színész             | Magyar hang       | Leírás                                                         |
| ---------------------------- | ------------------- | ----------------- | -------------------------------------------------------------- |
| Terri Miller                 | Cherrelle Skeete    | Vadász Bea        | CIA munkatársa.                                                |
| Leo Garner                   | Anthony Welsh       | Szatory Dávid     | A The Meadows témavezetője                                     |
| Joanne McCoy                 | Katie Clarkson Hil  | Laurinyecz Réka   | CIA tiszt.                                                     |
| 249-es lány / Clara Mahan    | Yasmin Monet Prince | Lamboni Anna      | UTRAX programban vett részt, akit Hannával együtt megmentenek. |
| 242-es lány / Sandy Phillips | Áine Rose Daly      | Györfi Laura      | UTRAX programban vett részt.                                   |
| Jules Allen                  | Gianna Kiehl        | Nemes Takách Kata | Sandy barátja.                                                 |

## Epizódok
| Évad | Évad | Epizód | Epizód            | Eredeti sugárzás  | Eredeti sugárzás  | Eredeti adó       | Magyar sugárzás   | Magyar sugárzás   | Magyar adó |
| Évad | Évad | Epizód | Epizód            | Évadpremier       | Évadfinálé        | Eredeti adó       | Évadpremier       | Évadfinálé        | Magyar adó |
| ---- | ---- | ------ | ----------------- | ----------------- | ----------------- | ----------------- | ----------------- | ----------------- | ---------- |
|      | 1    | 8      | 1                 | 2019. február 3.  | 2019. február 3.  |                   | 2021. április 16. | 2021. április 16. |            |
| 7    | 1    | 8      | 2019. március 29. | 2019. március 29. | 2021. április 10. | 2021. április 16. |                   |                   |            |
|      | 2    | 8      | 8                 | 2020. július 3.   | 2020. július 3.   | 2021. április 10. | 2021. április 16. |                   |            |

### 1. évad (2019)
| Sor. | Év. | Cím                | Rendező           | Író             | Premier                             |
| ---- | --- | ------------------ | ----------------- | --------------- | ----------------------------------- |
| 1.   | 1.  | Az erdő (Forest)   | Sarah Adina Smith | David Farr      | 2019. február 3. 2021. április 16.  |
| 2.   | 2.  | Egy barát (Friend) | Sarah Adina Smith | David Farr      | 2019. március 29. 2021. április 10. |
| 3.   | 3.  | A nagyváros (City) | Jon Jones         | David Farr      | 2019. március 29. 2021. április 10. |
| 4.   | 4.  | Apa (Father)       | Jon Jones         | David Farr      | 2019. március 29. 2021. április 16. |
| 5.   | 5.  | A kisváros (Town)  | Amy Neil          | Ingeborg Topsoe | 2019. március 29. 2021. április 16. |
| 6.   | 6.  | Anya (Mother)      | Amy Neil          | David Farr      | 2019. március 29. 2021. április 16. |
| 7.   | 7.  | Az út (Road)       | Anders Engström   | David Farr      | 2019. március 29. 2021. április 16. |
| 8.   | 8.  | Utrax (Utrax)      | Anders Engström   | David Farr      | 2019. március 29. 2021. április 16. |

### 2. évad (2020)
| Sor. | Év. | Cím                                    | Rendező          | Író               | Premier                           |
| ---- | --- | -------------------------------------- | ---------------- | ----------------- | --------------------------------- |
| 9.   | 1.  | Menedék (Safe)                         | Eva Husson       | David Farr        | 2020. július 3. 2021. április 10. |
| 10.  | 2.  | A kísérlet (The Trial)                 | Eva Husson       | David Farr        | 2020. július 3. 2021. április 10. |
| 11.  | 3.  | Irány a Mező! (To The Meadows)         | Eva Husson       | Paul Waters       | 2020. július 3. 2021. április 10. |
| 12.  | 4.  | Üdv köztünk, Mia! (Welcome Mia)        | Ugla Hauksdóttir | Laura Lomas       | 2020. július 3. 2021. április 16. |
| 13.  | 5.  | Gyász (A Way To Grieve)                | Ugla Hauksdóttir | Nina Segal        | 2020. július 3. 2021. április 16. |
| 14.  | 6.  | Egy vagy közülünk (You're With Us Now) | Ugla Hauksdóttir | Charlotte Hamblin | 2020. július 3. 2021. április 16. |
| 15.  | 7.  | Tacitus (Tacitus)                      | David Farr       | David Farr        | 2020. július 3. 2021. április 16. |
| 16.  | 8.  | A lista (The List)                     | David Farr       | David Farr        | 2020. július 3. 2021. április 16. |

## Gyártás

### Fejlesztés
2017. május 23-án jelentették be, hogy az Amazon berendelte a sorozatot. A sorozat alkotója David Farr. A sorozat gyártói a Tomorrow Studios és az NBCUniversal International Studios.
2018. február 8-án jelentették be, hogy a sorozatot első két részét Sarah Adina Smith rendezi, és Tim Bevan és Eric Fellner lesznek a vezető producerek. 2019. április 11-én az Amazon berendelte a második évadot. A második évad premierje 2020. július 3-án volt. 2020. július 13-án az berendelték a harmadik évadot.

### Szereposztás
2018. február 8-án jelentették be, hogy Mireille Enos, Joel Kinnaman és Esme Creed-Miles szerepelni fognak a sorozatban. 2019 szeptemberében Dermot Mulroney, Anthony Welsh, Severine Howell-Meri, Cherelle Skeete és Gianna Kiehl csatlakoztak a sorozathoz.

### Forgatás
Az első évad forgatása 2018 márciusában kezdődött el, Magyarországon , Szlovákiában, Spanyolországban és az Egyesült Királyságban.
A második évad a forgatás az Egyesült Királyságban, valamint Barcelonában és Párizsban zajlott.
A harmadik évadot 2021 februárjában kezdték el forgatni Prágában.